# Toynbee-Gletscher
Der Toynbee-Gletscher ist ein 27 km langer und 8 km breiter Gletscher auf der Alexander-I.-Insel westlich der Antarktischen Halbinsel. Er fließt vom Mount Stephenson in nördlicher Richtung zwischen der Douglas Range im Westen und Mount Tyrrell sowie Mount Tilley im Osten zum George-VI-Sund.
Erste Luftaufnahmen vom Gletscher entstanden 1937 bei der British Graham Land Expedition unter der Leitung des australischen Polarforschers John Rymill. Der Falklands Islands Dependencies Survey (FIDS) nahm 1948 eine Vermessung vor. Namensgeber ist Patrick Arnold Toynbee (1920–1964), Pilot des FIDS auf der Stonington-Insel von 1948 bis 1949.